# Generalfeldmarschall
Generalfeldmarschall, w spolszczeniu feldmarszałek − najwyższy po Reichsmarschallu, marszałkowski stopień Wehrmachtu nadawany w Heerze (siłach lądowych) i Luftwaffe (siłach powietrznych). W Kriegsmarine (marynarce) odpowiadał mu wielki admirał. Odpowiednikiem polskim jest marszałek Polski.